# Chowan Beach
 (mai 2025).
Chowan Beach est une census-designated place située dans le comté de Chowan, dans l’État de Caroline du Nord, aux États-Unis. Lors du recensement de 2020, elle comptait 385 habitants.